# Cal Niubó
Cal Niubó és una casa senyorial d'estil modernista construïda durant els anys 1905 i 1906 a Mollerussa. Des del 1990 és la seu del Consell Comarcal del Pla d'Urgell.

## Història
Josep Niubó Espinet, que a principis del segle xx habitava a Linyola, ja feia temps que pensava en construir un habitatge a Mollerussa, a fi d'alleugerar el temps que perdia en transportar els carros de cereal a l'estació de tren. Va decidir de construir la casa després que li toqués el segon premi de la loteria de Nadal l'any 1904. Amb el premi, de 250.000 pessetes, va comprar diversos terrenys a Mollerussa, entre ells una parcel·la vora la via del tren, on va decidir edificar cal Niubó.
L'edifici va ser construït pel mestre d'obres de Tàrrega, Ramon Solà Llobet. L'obra va començar l'any 1905 i es va acabar el 1906. L'edifici va ser la casa senyorial de la família Niubó des de la construcció fins al 1988, any en què l'antic propietari, Flòrido Niubó, en va fer donació a l'Ajuntament de Mollerussa. El 1990 es va restaurar i es va habilitar com a seu del Consell Comarcal del Pla d'Urgell. S'hi ha afegit un edifici adjacent de vidre on es troben altres dependències vinculades al Consell Comarcal.

## Arquitectura
És un edifici d'estil modernista en cantonada i que es caracteritza per la torratxa que s'alça just a l'angle, amb una coberta piramidal de ceràmica vidriada de color verd. La torreta té un balconet, a mig escaire, i amb la llinda esglaonada, solució que s'aplica també a les finestres geminades de la planta baixa i de la part central del segon pis. Les altres obertures són d'arc rebaixat.